# Абу'л Аббас Ахмад III
Абу'л Аббас Ахмад III (араб. أبو العباس أحمد; д/н — 1575) — 27-й султан і 26-й халіф Держави Хафсідів у 1543—1569 роках.

## Життєпис
Син халіфа аль-Хасана. 1542 році влаштував змову проти батька, що в той час перебував у Неаполі. По поверненню Ахмад його схопив, запропонувавши на вибір страту або осліплення. Аль-Хасан обрав друге. Невдовзі колишній халіф перебрався до Європи.
Втім незабаром Товар, іспанський губернатор Ла-Гулєтт, підтримав заколот Абд аль-Маліка, брата Абу'л Аббас Ахмада III. Той захопив Туніс, сплатив іспанцям домовлені гроші, але помер через 36 днів, ймовірно, від отруєння. Тоді Товар нав'язав оголошення новим халіфом 12-річного сина Абд аль-Маліка — Мухаммада. Проте Абу'л Аббас Ахмад III за підтримки арабських племен відвоював Туніс. 1547 року Ахмад III уклав з Іспанією договір про мир і дружбу (доповнений у 1548 та 1550 роках, продовжений у 1555 році).
1550 року іспанський флот відвоював місто Махдію в османського корсара Тургут-реїса. там було розташовано іспанську залогу, що ще більше посилило залежність Ахмада III від Іспанії. Ахмад виступив проти марабутів Кайруана, що не підкорялися халіфській владі. Їх очільник — шейх Мухаммад ібн Абу-Таїб — надав допомогу Мухаммаду, братові Ахмада III. Лише 1552 року халіф зумів здолати супротивника та підкорити Кайруан. У 1554 році Абу'л Аббас Ахмад III таємно допоміг Тургут-раїсу захопити в іспанців Махдію. Останній у 1556 році призначається пашею Триполітанії. Того ж року захопив Гафсу, а 1557 року Кайруан. В результаті халіф знову перейшов на бік Іспанії.
1569 року Улуч Алі, бейлербей Алжиру, вдерся до Тунісу. В битвах біля Беджи та Сіді-Аль аль-Хаттаб військо на чолі з Абу'л Аббас Ахмадом III зазнало нищівних поразок. Спроба отримати допомогу від іспанців виявилася марною. Зрештою халіф втік до Ла-Гулєтт під захист іспанської залоги. Улуч Алі захопив Туніс, де оголосив себе його пашею. Проте спроба османів захопити Ла Гулєт виявилася невдалою.
1573 року іспанці на чолі з Хуаном Австрійським, переможцем битви при Лепанто, відвоювали Туніс, посадивши на трон брата Абу'л Аббас Ахмада III — Мухаммада VI, але вже в 1574 році Улуч Алі остаточно вибив іспанців з Тунісу і підкорив його Османській імперії. Сам Ахмад помер 1575 року в Терміні на Сицилії.